# Zentrales Studio für Unterhaltungskunst
Das Zentrale Studio für Unterhaltungskunst war eine Ausbildungsstätte für Unterhaltungskünstler in der DDR.

## Geschichte
Das staatlich gelenkte Zentrale Studio für Unterhaltungskunst entstand im Januar 1968 an der vormaligen Ost-Berliner Fachschule für Artistik. Neben der bisherigen Artistikausbildung diente es der Aus- und Weiterbildung von Unterhaltungsmusikern in der DDR. Weiterhin sollte die Unterhaltungsmusik wissenschaftlich erforscht und die Ausbildung so gestärkt werden. Von 1968 bis 1971 war der Schauspieler Fred Praski Direktor des Zentralen Studios für Unterhaltungskunst. Die Ausbildung entsprach nicht den Erwartungen, so dass das Studio 1973 geschlossen wurde. Die Aufgaben des Studios wurde vom neugegründeten Komitee für Unterhaltungskunst übernommen, die Schule hieß ab 1974 Staatliche Fachschule für Artistik.

## Ausbildung
Zur Ausbildung gehörten im musikalischen Bereich neben dem Gesangsunterricht Fächer wie Ballett und Sprecherziehung sowie die Unterweisung in Marxismus-Leninismus, wie an Hochschulen der DDR üblich. 

## Absolventen
Zu den Absolventen des Zentralen Studios für Unterhaltungskunst gehören zahlreiche Sänger wie Bettina Wegner, Monika Hauff und später ihr Duettpartner Klaus-Dieter Henkler, Aurora Lacasa, Brigitte Ahrens,  Beate Barwandt, Jürgen Walter, Peter Albert, Barbara Thalheim und 1973 Nina Hagen. Die Ausbildung galt als Studium. Der Abschluss war ein Diplom, mit dem man sich etwa als „Staatlich geprüfte Schlagersängerin“ bezeichnen durfte.